# Warsaw Shore (temporada 15)
La decimoquinta temporada de Warsaw Shore, un programa de televisión polaco con sede en Varsovia, Polonia, transmitido por MTV Polonia. Se anunció en febrero de 2021 y se estrenó el 28 de marzo de ese año. Al igual que la temporada anterior, el programa se filmó de conformidad con todas las normas de seguridad relacionadas con la pandemia de COVID-19. Esta se convierte en la primera temporada en no incluir a ningún miembro del reparto original. Jakub Henke es presentado nuevamente como Jefe. Incluye a los nuevos miembros del reparto Dominik Raczkowski, Jeremiasz Szmigiel, Kamil Jagielski, Lena Majewska, Oliwia Dziatkiewicz y Patrycja Morkowska.
Piotr Polak, Alan Kwieciński y Michał Eliszer realizaron breves regresos. Damian Graf abandonó el programa mientras que Dominik fue removido después de iniciar una fuerte pelea con un invitado, ambos en el octavo episodio
La miembro original del reparto Ewelina Kubiak, además de Daniel Jabłoński y Julia Kruzer hicieron apariciones durante los últimos episodios. Jakub Henke también realizó numerosas aparicones debido a que fue presentado como el "Boss".

## Reparto
Principal
- Damian "Dzik" Graf
- Dominik Raczkowski
- Ewa Piekut
- Jeremiasz "Jez" Szmigiel
- Kamil Jagielski
- Kasjusz "Don Kasjo" Życiński
- Kinga Gondorowicz
- Lena Majewska
- Maciek Szczukiewicz
- Milena Łaszek
- Oliwia Dziatkiewicz
- Patrycja Morkowska
- Patryk Spiker
- Radosław "Diva" Majchrowski

Recurrente
A continuación los miembros del reparto que no fueron acreditados como principales:
- Alan Kwieciński
- Michał Eliszer
- Piotr "Pedro" Polak

### Duración del reparto
| Nombre    | Episodios | Episodios | Episodios | Episodios | Episodios | Episodios | Episodios | Episodios | Episodios | Episodios | Episodios | Episodios |
| Nombre    | 1         | 2         | 3         | 4         | 5         | 6         | 7         | 8         | 9         | 10        | 11        | 12        |
| Diva      |           |           |           |           |           |           |           |           |           |           |           |           |
| Dominik   |           |           |           |           |           |           |           |           |           |           |           |           |
| Don Kasjo |           |           |           |           |           |           |           |           |           |           |           |           |
| Dzik      |           |           |           |           |           |           |           |           |           |           |           |           |
| Ewa       |           |           |           |           |           |           |           |           |           |           |           |           |
| Jez       |           |           |           |           |           |           |           |           |           |           |           |           |
| Kamil     |           |           |           |           |           |           |           |           |           |           |           |           |
| Kinga     |           |           |           |           |           |           |           |           |           |           |           |           |
| Lena      |           |           |           |           |           |           |           |           |           |           |           |           |
| Maciek    |           |           |           |           |           |           |           |           |           |           |           |           |
| Milena    |           |           |           |           |           |           |           |           |           |           |           |           |
| Oliwia    |           |           |           |           |           |           |           |           |           |           |           |           |
| Patrycja  |           |           |           |           |           |           |           |           |           |           |           |           |
| Spiker    |           |           |           |           |           |           |           |           |           |           |           |           |
| Pedro     |           |           |           |           |           |           |           |           |           |           |           |           |
| Alan      |           |           |           |           |           |           |           |           |           |           |           |           |
| Michał    |           |           |           |           |           |           |           |           |           |           |           |           |
| --------- | --------- | --------- | --------- | --------- | --------- | --------- | --------- | --------- | --------- | --------- | --------- | --------- |

## Episodios
| N.º (total) | N.º (temp.) | Título        | Estreno             |
| --- | ----------- | ------------- | ------------------- |
| 180 | 1           | «Episodio 1»  | 28 de marzo de 2021 |
| Llegan a la casa seis nuevos miembros al equipo. La fiesta empieza enseguida. Lena se emborracha mucho e intenta besar a Kamil. Sin embargo, está más interesado en Oliwia. El equipo actual está sorprendido por sus nuevos invitados. Maciek está feliz de reunirse con su amigo Dominik.                                                                                   |             |               |                     |
| 181 | 2           | «Episodio 2»  | 4 de abril de 2021  |
| El equipo recibe una videollamada de Ewelina y Arnold. Ptyś recuerda a todos que los clubes están cerrados debido a la pandemia. Por tanto, todas las fiestas tendrán lugar en la casa. Don Kasjo coquetea con Patrycja. Dominik ayuda a Milena y Diva cuando encuentran a Kamil durmiendo en su cama.                                                                        |             |               |                     |
| 182 | 3           | «Episodio 3»  | 11 de abril de 2021 |
| Todos se alegran cuando Spiker llega a la casa. Kamil y Dominik impresionan durante una clase de arte. El cocinero del equipo participa en su fiesta esa noche. Jez y Lena tienen un desacuerdo. Ewa y Kamil se acercan. Después de otra discusión, Lena pregunta si debería irse a casa.                                                                                     |             |               |                     |
| 183 | 4           | «Episodio 4»  | 18 de abril de 2021 |
| Diva convence a Lena para que se quede. Más tarde se reconcilia con Maciek. Por la mañana, Ptyś informa al equipo que su cocinero necesita un día libre. Por eso, Patrycja y Don Kasjo se encargan de la cocina. El equipo recibe la visita de la adivina. |             |               |                     |
| 184 | 5           | «Episodio 5»  | 25 de abril de 2021 |
| Oliwia coquetea con un guapo cantante. Jez se emborracha mucho y hace un lío en el dormitorio. Diva y Maciek celebran su cumpleaños. Ewa, Milena, Spiker y Patrycja les preparan un pastel especial. Dominik ayuda a las chicas con sus regalos. |             |               |                     |
| 185 | 6           | «Episodio 6»  | 9 de mayo de 2021   |
| La fiesta de cumpleaños de Diva y Maciek es un gran éxito. Oliwia y Dominik tienen un desacuerdo sobre el presente de Maciek. Kamil y Kinga se acercan. Patrycja ayuda a Don Kasjo después de que bebe demasiado. Al día siguiente, el equipo viaja en camiones monstruo. |             |               |                     |
| 186 | 7           | «Episodio 7»  | 16 de mayo de 2021  |
| El pole dance estimula los sentidos y crea nuevos conocidos. Pedro viene de visita, añorando los eventos en equipo. Dzik toma una decisión importante: su anhelo por su amada es más fuerte que la voluntad de quedarse. Dominik va demasiado lejos cuando discute con un invitado y se niega a escuchar al equipo. Una angustiada Kinga decide ponerse en contacto con Ptyś. |             |               |                     |
| 187 | 8           | «Episodio 8»  | 23 de mayo de 2021  |
| Resulta que la partida de Dzik no es el final de las despedidas. Ptyś le pide a Dominik que deje el equipo. También hay regresos, pero no todos están felices de ver a Alan. Este día demuestra quién está realmente en forma. Kamil sobresale durante el partido de fútbol. Por la noche, Oliwia coquetea con Alan.                                                          |             |               |                     |
| 188 | 9           | «Episodio 9»  | 30 de mayo de 2021  |
| El chisme se convierte en una conspiración, y cuando las emociones disminuyen, un equipo de fiestas interviene. Montar a caballo es solo un calentamiento, porque un balde de energía durante un paseo en trineo realmente iluminará a la tripulación antes de la próxima fiesta. Una clase de cerámica revela talentos ocultos.                                              |             |               |                     |
| 189 | 10          | «Episodio 10» | 6 de junio de 2021  |
| Buongiorno! Michał despierta a la tripulación después de una fiesta que duró toda la noche. Mientras el resto del equipo está ocupado, Alan y Oliwia disfrutan del momento solo para ellos. La noche promete y las lentejuelas reinarán de forma suprema, porque el cantante Sławomir viene de visita.                                                                        |             |               |                     |
| 190 | 11          | «Episodio 11» | 13 de junio de 2021 |
| El entrenamiento definitivamente dará sus frutos, ¿y una visita a la sala de juegos?, eso veremos. Ewelina y Arnold hacen una visita para comprobar la situación. Esta noche es sorprendente: Kasjo y Patrycja llegan a un acuerdo en el dormitorio. Alan y Oliwia también fortalecen su amistad.                                                                             |             |               |                     |
| 191 | 12          | «Episodio 12» | 20 de junio de 2021 |
| Después de la pelea de espadas, es hora de la última fiesta en casa. Como en toda fiesta, hay invitados, una competencia inusual, after-party y ... una pequeña pelea. Una actividada de Morsowanie cura a la tripulación de la resaca matutina y la cena de despedida se lleva a cabo en un ambiente de recuerdos de la temporada de invierno.                               |             |               |                     |
| 192 | 13          | «Extra»       | 27 de junio de 2021 |

## Controversias
El 4 de abril de 2021, ViacomCBS Polonia eliminó una escena mostrada durante el segundo episodio en donde el miembro del reparto Maciek se masturbó junto a Oliwia mientras esta dormía, esto tras esta haberse negado a mantener relaciones sexuales. Tras haber sido denunciado en redes sociales por violencia sexual, el episodio fue editado para futuras transmisiones.
En nombre de ViacomCBS Polska, me gustaría informarles que nos tomamos la situación en serio. Eliminamos una escena del segundo episodio del programa "Warsaw Shore - Ekipa z Warszawy" (temporada 15) para poder examinar a fondo todas las circunstancias, garantizando así la comodidad de los participantes del programa. – Declaración de Viacom Polonia.